# Чернолика вдовица
Чернолика вдовица (Vidua larvaticola) е вид птица от семейство Viduidae.

## Разпространение
Видът е разпространен в Гамбия, Гана, Гвинея, Етиопия, Камерун, Нигерия, Судан и Южен Судан.